# Phostria dispila
Phostria dispila là một loài bướm đêm trong họ Crambidae.